# Klinische Phonetik
Klinische Phonetik ist ein anwendungsorientiertes Teilgebiet der sprachwissenschaftlichen Disziplin Phonetik. Sie beschäftigt sich mit der Symptombeschreibung und Diagnostik von Sprech-, Sprach- und Stimmstörungen bei Erwachsenen und Störungen des Spracherwerbs bzw. der Sprachentwicklung bei Kindern.

## Aufgabenfelder
Die klinische Phonetik untersucht sowohl die Planung und Ausführung des Sprechens (Artikulation) als auch die Wahrnehmung des Sprachsignals (Perzeption). Bei der Untersuchung der Störungsbilder bzw. Krankheiten kann man die experimentelle klinische Phonetik von der theoretischen klinischen Phonetik unterscheiden. Die experimentelle klinische Phonetik beschäftigt sich mit phonetischen Untersuchungsmethoden im Bereich Sprechstörungen, während die theoretische klinische Phonetik ein phonetisch orientiertes Modell der Sprachverarbeitung (Theorien zu Sprachproduktion und -perzeption) zu kreieren versucht. Die klinische Phonetik greift auf die folgende Disziplinen über:
- Atem-, Stimm- und Sprechlehre
- Klinische Sprechwissenschaft
- Logopädie
- Patholinguistik – Klinische Linguistik – Neurolinguistik
- Pathophonetik – Neurophonetik
- Sprachheil- und Sprachbehindertenpädagogik

### Krankheiten und Störungsbilder
Die klinische Phonetik untersucht, beschreibt und therapiert die im Folgenden aufgelisteten Störungs- bzw. Krankheitsbilder. Grundsätzlich lassen sich dabei drei Störungsbereiche unterscheiden, nämlich Störungen beim Sprecher, im physikalischen Übertragungsweg und solche den Hörer betreffend.
- Störungen beim Sprecher:

zentrale Störung – Gehirnfunktion ist beeinträchtigt
z. B. Broca-Aphasie, Wernicke-Aphasie, Dysarthrie
Störung der Sprachentwicklung
periphere Produktionsstörung (betrifft den Sprechapparat)
Sigmatismus (fehlerhafte /s/-Realisierung)
Resonanzstörung – Rhinolalia (= Näseln)
Störung der Redefähigkeit bzw. des Redeflusses, z. B. Stottern, Stammeln
Stimmstörung – Störung der Stimmbildung, z. B. Dysphonien wie Heiserkeit oder Stimmlippenlähmung
myofunktionelle Störung – beeinträchtigte Muskelfunktion
physikalische Störung der äußeren Rückmeldung (auditive Rückkoppelung)
periphere Perzeptionsstörung der äußeren Rückmeldung (auditive Rückkoppelung)
- Störungen im physikalischen Übertragungsweg:

Verzerrung des akustischen Sprachsignals
- Störung beim Hörer:

periphere Perzeptionsstörung (Störungen im Gehör)
zentrale Störung (siehe oben)
- Sonderfragestellungen bei Hörstörungen, geistiger Behinderung usw.

### Ziele
Die klinische Phonetik hat folgende Ziele:
- Die Klärung von unerforschten Gebieten die klinische Phonetik betreffend.
- Die Beschreibung des sprachlichen Verhaltens der Patienten, ihrer Ärzte und anderer Personen, die mit ihnen Umgang pflegen.
- Die Analyse dieser Beschreibungen mit dem Ziel der Veranschaulichung der systematischen Natur der beteiligten Störung.
- Die Klassifikation des Verhaltens der Patienten als Teil des Prozesses der verschiedenen Diagnosen.
- Die Bewertung dieses Verhaltens anhand der Annäherung an eine linguistische Normskala.
- Das Formulieren von Hypothesen zur Besserung dieses Verhaltens (insofern als die Therapie und das Management der Patienten eine Bezugnahme zu linguistischen Richtlinien beanspruchen) und das Abschätzen der daraus resultierenden Ergebnisse als Behandlungserfolge.
- Die Einschätzung der Strategien, die herangezogen werden, insoweit linguistische Richtwerte beteiligt sind.

## Diagnostische Verfahren
Die Störungen bzw. Krankheiten werden anhand des IPA (Internationales Phonetisches Alphabet) bzw. des erweiterten IPA identifiziert und interpretiert. Die von den Patienten produzierten Laute werden hierbei aufgezeichnet, transkribiert und anhand dessen erfolgt die Diagnose und Therapieempfehlung. Zur Diagnose, Therapiezielbestimmung und Evaluierung von Veränderungen werden außerdem verschiedene Untersuchungsmethoden herangezogen, so zum Beispiel:
- Elektromyographie
- Elektropalatographie
- Elektrolaryngographie, Elektroglottographie
- Oszillographie
- Spektrographie

Weitere Verfahren gibt es überdies zur Bestimmung der Artikulation, Phonation, Nasalität usw.